# Ievgueni Xersotobitov
Ievgeni Firsovitx Xerstobitov (en rus Шерстобитов, Евгений Фирсович, en ucraïnès Шерстобитов Євген Фірсович, Verkhneudinsk, RSSA Buriat-Mongol, 19 de juny de 1928 — Kíev, 20 d'octubre de 2008) va ser un director de cinema, guionista i escriptor ucraïnès soviètic, nomenat Artista emèrit de l'RSS d'Ucraïna el 1978.

## Biografia
El seu pare era un comissari de la Guàrdia Roja que va morir a mans de l'Exèrcit Blanc. El 1932es va traslladar a viure amb la seva família a Riga,i el 1939 es va traslladar a Moscou. Allí es va graduar en direcció de cinema a l'Institut Gueràssimov de Cinematografia el 1960 sota la direcció de Mikhaïl Romm, i on va tenir com a companys Vassili Xukxín i Andrei Tarkovski
Va treballar a l'estudi de cinema "Uzbekfilm" i a la Televisió Central Soviètica, filmant programes de concerts. El 1963, un amic de l'institut Iuri Txuliukin li va suggerir que dirigís una pel·lícula per nens segons el seu propi guió (Iunga so xkhuni Kolumb). El rodatge va tenir lloc a Kíev. Al plató, Xerstobitov va conèixer la seva futura esposa, Jema Stepanovna Txaika, que va participar en moltes de les seves pel·lícules com a assistent o segon director i també va interpretar alguns papers episòdics.
Després va continuar treballant als Estudis Cinematogràfics Dovjenko, rodant pel·lícules infantils, d'aventures i documentals, de les que també va escriure el guió. Una d'elles, Akvalangi na dne (1966), tenia un guió basat en un llibre escrit per ell. Simultàniament, des del 1955 va militar al Partit Comunista de la Unió Soviètica, dedicant molt de temps a activitats socials i organitzant projeccions de pel·lícules als pobles ucraïnesos i orfenats per nens abandonats.
Va rodar les seves dues últimes pel·lícules a començaments de la dècada del 1990, dues pel·lícules d'acció amb fons privats, ja que l'estat va deixar de destinar diners per a cinema infantil. Quan va caure la Unió Soviètica va deixar de dirigir. Va criticar durament els reformadors, en particular, Iegor Gaidar, a qui va anomenar "el dolent més important", que va desfer l'obra del seu avi Arkadi, un destacat escriptor soviètic. Va viure a Kíev els seus darrers anys. Va morir a l'edat de 81 anys el 20 d'octubre de 2008 i va ser sebollit al cementiri de Lesnoie.

## Filmografia

### Режиссёр
- 1963 — Iunga so xkhuni Kolumb
- 1964 — Skazka o Maltxixe-Kibaltxixe
- 1965 — Akvalangi na dne
- 1967 — Tumannost Andromedi
- 1969 — Sokrovixtxa pilaiuixtxikh skal
- 1970 — V trideviatom tsarstve…
- 1972 — Tolko ti
- 1974 — Potselut Txaniti
- 1976 — Ia bolxe ne budu
- 1976 — Ne platx, devtxonka
- 1977 — Tatxanka s iuga
- 1979 — Miatejni «Orion»
- 1980 — Beriom vsio na sebia
- 1983 — Na ves zolota
- 1986 — Nas vodila molodost…
- 1987 — Skazka o gromkom barabane
- 1990 — Proekt «Alfa»
- 1992 — Proriv